# Arena Națională
A Arena Nacional (Romeno: Arena Națională) é um estádio de futebol em Bucareste, na Roménia, no Lia Manoliu Sports Complex. De acordo com os construtores do estádio, concluído em Setembro de 2011 (informação actualizada em 02 de Fevereiro de 2011) e recebe os jogos da Equipa Nacional da Roménia, a Taça da Roménia, e as finais romenas da Super Taça. Também à data de conclusão permite à Roménia receber mais de uma primeira vez uma final de uma competição europeia de clubes de futebol. A final da Liga Europa 2012 foi aqui realizada.. Em 2020, recebeu quatro partidas da Euro.
O estádio foi construído no local do antigo Estádio Nacional Lia Manoliu, inaugurado em 1953 e demolido entre 2007 e 2008.